# Heinz Boldt
Heinrich „Heinz“ Boldt (* 22. Juli 1909 in Hamburg; † nicht ermittelt) war ein deutscher nationalsozialistischer Jugendführer.

## Leben
Boldt war Referent, er trat zum 1. Mai 1933 der NSDAP bei (Mitgliedsnummer 3.027.282) und wurde 1935 Bannführer bei der Reichsjugendführung der NSDAP. Hier übernahm er 1938 die Leitung der Rechtsdienststelle im Sozialen Amt. 1939 wurde er zum Oberbannführer und 1942 zum Hauptbannführer befördert. Daneben war er Adjutant des Reichsjugendführers Artur Axmann. 1941/42 musste er ein Disziplinarverfahren über sich ergehen lassen. Im Oktober 1944 wurde er zur Parteikanzlei der NSDAP abkommandiert.
Er gab ab 1941 im Auftrag des Sozialen Amtes der Reichsjugendführung die Schriftenreihe Das Recht der Jugend im Verlag Die Heimbücherei heraus.

## Schriften (Auswahl)
- Das Recht der Jugend, hrsg. im Auftrag des Sozialen Amtes der Reichsjugendführung. 1941 ff.
- Jedem Jugendlichen eine Berufserziehung. In: Das Junge Deutschland 1936, Heft 5.
- Erläuterungen zum „Gesetz über Kinderarbeit und die Arbeitszeit der Jugendlichen (Jugendschutzgesetz) vom 30. April 1938“. In: Das Junge Deutschland 1938, Heft 6, S. 264 ff.
- Erziehung und Strafe im Jugendalter. In: Das Junge Deutschland 1943, Heft 12, S. 286–293.